# Tubulipora tubolata
Tubulipora tubolata är en mossdjursart som beskrevs av Moyano 1983. Tubulipora tubolata ingår i släktet Tubulipora och familjen Tubuliporidae. Inga underarter finns listade i Catalogue of Life.